# 協和駅
協和駅（きょうわえき）は、北海道標津郡中標津町字協和にかつて設置されていた、北海道旅客鉄道（JR北海道）標津線の駅（廃駅）である。事務管理コードは▲111721。

## 歴史
中標津駅・春別駅まで遠く不便であるとして、当地住民の運動によって設置された。
- 1957年（昭和32年）12月25日 - 日本国有鉄道（国鉄）の標津線の駅として、中標津駅 - 春別駅間に開業[1]。旅客のみ取り扱い[1]。
- 1987年（昭和62年）4月1日 - 国鉄分割民営化により、JR北海道に継承[1]。
- 1989年（平成元年）4月30日 - 標津線の全線廃止に伴い、廃駅となる[1]。

### 駅名の由来
地名より。当地の集落は1928年（昭和3年）の形成当初は「東雲（しののめ、明け方の意）」「寧楽（ねいらく、安楽の意）」「春別」の3地区に区分されていたが、不便であるとして「協心同力の精神によって地域の振興を図ろう」との意で「協和」と名付けられた。

## 駅構造
廃止時点で、単式ホーム1面1線を有する無人駅であった。ホームは木造木板張りの簡易型で、構内の南西側（中標津方面に向かって左側）に存在した。また、中標津側に有ったホームへの階段近くには待合室が置かれていた。

## 利用状況
当駅の設置と前後して自家用車が普及し、利用者は1日数人であった。
乗車人員の推移は以下のとおり。年間の値のみ判明している年については、当該年度の日数で除した値を括弧書きで1日平均欄に示す。乗降人員のみが判明している場合は、1/2した値を括弧書きで記した。
| 年度               | 乗車人員 | 乗車人員 | 出典  | 備考 |
| 年度               | 年間     | 1日平均  | 出典  | 備考 |
| ------------------ | -------- | -------- | ----- | ---- |
| 1978年（昭和53年） |          | 11       | [ 6 ] |      |

## 駅周辺
- 根室交通「協和」停留所

## 隣の駅
北海道旅客鉄道
標津線（支線）
中標津駅 - 協和駅 - 春別駅